# Amphelasma
Amphelasma là một chi bọ cánh cứng trong họ Chrysomelidae.
Chi này được Barber miêu tả khoa học năm 1947.

## Các loài
Các loài trong chi này gồm:
- Amphelasma cavum (Say, 1835)
- Amphelasma decoratum (Jacoby, 1887)
- Amphelasma granulatum (Jacoby, 1887)
- Amphelasma junctolineum (Bowditch, 1911)
- Amphelasma maculicolle (Jacoby, 1887)
- Amphelasma nigrolineatum (Jacoby, 1878)
- Amphelasma sexlineatum (Jacoby, 1887)
- Amphelasma smithi (Jacoby, 1892)
- Amphelasma trilineatum (Jacoby, 1887)
- Amphelasma unilineatum (Jacoby, 1887)
- Amphelasma unistriatum (Jacoby, 1887)